# Cremnomymar nigriclavus
Cremnomymar nigriclavus är en stekelart som beskrevs av Dmitriy Alekseevich Ogloblin 1957. Cremnomymar nigriclavus ingår i släktet Cremnomymar och familjen dvärgsteklar. Inga underarter finns listade i Catalogue of Life.